# Partito Comunista della Nuova Zelanda
Il Partito Comunista della Nuova Zelanda (in inglese Communist Party of New Zealand, CPNZ) è stato un partito politico comunista neozelandese presente dagli anni '20 fino agli anni '90 del Novecento. Attualmente, il diretto successore del PCNZ è il gruppo Socialist Worker, mentre il Partito Comunista d'Aotearoa si dichiara la legittima continuazione del PCNZ.

## Storia
Il PCNZ venne fondato a Wellington nel mese di marzo del 1921 da diciotto delegati provenienti dai circoli di studio del marxismo e dal Partito del Lavoro di Nuova Zelanda. Il Partito, che aderì immediatamente alla Terza Internazionale, assunse un manifesto politico molto simile a quello dei bolscevichi russi ed elesse Jim Dyer suo primo segretario generale.
Inizialmente, negli anni 1920, il PCNZ non riuscì ad entrare attivamente nei movimenti di massa e nei movimenti dei lavoratori neozelandesi. Al contrario, alcuni atteggiamenti settari e tendenze di tipo entrista gli impedirono di compiere qualunque avanzamento, a vantaggio del Partito del Lavoro. A ciò si aggiunse la repressione da parte dello Stato, che peraltro portò alla chiusura del primo organo di stampa del Partito, The Workers' Vanguard, fondato nell'aprile 1926.
L'elezione di Dick Griffen a segretario generale nel 1929 non risolse la situazione, ma anzi la peggiorò; il PCNZ adottò tattiche che si rivelarono controproducenti e gli alienarono gran parte della classe operaia del paese. Il Comintern nel 1933 criticò aspramente il PCNZ, dicendo che limitava la sua attività "ad una piccola cerchia di comunisti", che il Comitato centrale non esercitava una direzione collettiva e che il Partito mancava di una disciplina bolscevica, "che è il principale fattore responsabile dell'attuale situazione del Partito".
Negli anni 1930, il PCNZ cominciò ad adottare strategie differenti. Visto l'aumento vertiginoso della disoccupazione, il Partito arrivò ad egemonizzare il Movimento dei Lavoratori Disoccupati di Nuova Zelanda, organizzando scioperi e manifestazioni di protesta, portandolo a crescere notevolmente nel giro di pochi anni. Nel 1933 venne fondato il Workers' Weekly e nello stesso periodo il mensile Working Woman, dedicato ai problemi femminili. Nel 1935, però, contrariamente alla politica di fronte unico antifascista con le forze progressiste lanciata dal Comintern l'anno prima, il PCNZ rifiutò un'alleanza elettorale ed ottenne un risultato deludente; la crisi che ne seguì vide un terzo dei membri abbandonare il Partito.
Dopo l'amara disfatta, il PCNZ scelse di adottare la tattica del Comintern e, per scongiurare il pericolo d'avvento del fascismo, sostenne il governo del Partito del Lavoro. Entro il 1938 aveva recuperato gran parte dei membri dispersi e raggiunto nuovi risultati elettorali. Nel 1936 partecipò alle Brigate Internazionali in sostegno al governo repubblicano spagnolo durante la Guerra civile spagnola e nel 1937 invitò al boicottaggio dei prodotti giapponesi dopo l'invasione nipponica della Cina. Negli anni 1940, una nuova repressione statale colpì il nuovo giornale del Partito, The People's Voice, ma i comunisti continuarono a crescere, arrivando a controllare molte organizzazioni di massa e varie sezioni di sindacati; nella seconda metà del decennio sorsero varie cellule di Partito nelle università.
Con lo scoppio della guerra fredda, il primo ministro neozelandese Peter Fraser, del Partito del Lavoro, appoggiò ufficialmente gli Stati Uniti e lanciò una campagna anticomunista in Nuova Zelanda, attaccando in particolare i sindacati dove l'influenza del PCNZ era più forte. Nel 1948 l'Unione dei Falegnami dell'Auckland, principale centro d'influenza del Partito Comunista, venne abolita. Nel 1950 il PCNZ accusò il governo di fascismo e ritenne di avere la conferma delle proprie denunce nel 1951, quando ebbe inizio l'offensiva contro i sindacati dei lavoratori marittimi.
Sempre nel 1951, il nuovo programma del PCNZ sostenne che era possibile una transizione pacifica verso il socialismo con l'utilizzo del Parlamento. Nonostante questo, il Partito si mantenne politicamente vicino a Mosca e nel 1956 sostenne la repressione della rivolta ungherese di quell'anno.
Negli anni 1960, la crisi sino-sovietica si riflesse anche nel PCNZ, all'interno del quale avvenne un'aspra contesa fra i sostenitori dell'Unione Sovietica di Chruščëv e quelli della Cina di Mao Zedong. Alla fine, la maggioranza del Partito e The People's Voice si schierarono dalla parte cinese, denunciando l'URSS come paese revisionista; i filo-sovietici si scissero e fondarono il Partito d'Unità Socialista.
Nel 1965, il Partito Comunista Indonesiano venne annientato da un massacro ordito dal regime di Suharto. Il PCNZ abbandonò la propria linea pacifista tornando ad assumerne una rivoluzionaria, quindi creò una struttura parallela per evitare di subire la stessa sorte dei comunisti indonesiani. Tuttavia, questo alterò la democrazia all'interno del Partito e fu la causa di diversi abbandoni da parte dei militanti comunisti.
Dopo la morte di Mao Tse-tung e l'ascesa di Deng Xiaoping, il PCNZ denunciò la Cina come paese capitalista e si schierò con l'Albania di Enver Hoxha, il quale aveva rinnegato il maoismo. Contrari a questa scelta, alcuni membri del Partito fondarono il Comitato Preparatorio per la Formazione del Partito Comunista di Nuova Zelanda (marxista-leninista).
Con la caduta della Repubblica Popolare Socialista d'Albania, il PCNZ entrò in una profonda crisi ideologica. Nel 1993, la direzione del Partito, diretta dal segretario generale Grant Morgan, rivalutò e adottò ufficialmente il trotskismo come propria linea di pensiero e si unì con l'Organizzazione Socialista Internazionale per formare l'Organizzazione Socialista del Lavoro. I maoisti, contrari a questa inversione di rotta, formarono il Partito Comunista d'Aotearoa, tuttora esistente.

## Risultati elettorali
| Elezione | Candidati | Seggi vinti | Voti  | Percentuale |
| -------- | --------- | ----------- | ----- | ----------- |
| 1935     | 4         | 0           | 600   | 0,07        |
| 1946     | 3         | 0           | 1.181 | 0,11        |
| 1949     | 16        | 0           | 3.499 | 0,33        |
| 1951     | 4         | 0           | 528   | 0,05        |
| 1954     | 8         | 0           | 1.134 | 0,05        |
| 1957     | 5         | 0           | 706   | 0,06        |
| 1960     | 19        | 0           | 2.423 | 0,21        |
| 1963     | 23        | 0           | 3.167 | 0,26        |
| 1966     | 9         | 0           | 1.207 | 0,10        |
| 1969     | 4         | 0           | 418   | 0,03        |